# Liga Premier de Ucrania 2020-21
La temporada 2020-21 fue la 30.ª edición de la Liga Premier de Ucrania, la máxima categoría del fútbol profesional en Ucrania desde su creación en 1992 tras la caída de la Unión Soviética.
El Shaktar Donetsk fue el campeón defensor de la Liga Premier de Ucrania.

## Formato de competición
El Comité Ejecutivo cambió el sistema con respecto a la temporada anterior. Se confirmó que el campeonato se jugaba en una sola fase, consistió en utilizar un torneo de todos contra todos de 26 fechas, al final del 1 al 2 puesto clasificaron a la Liga de Campeones 2021-22 y del 3 al 4 puesto clasificaron a la Liga de Conferencia Europa 2021-22. El último equipo fue descendido y fue reemplazado por el campeón, subcampeón y tercer lugar de la Primera Liga de Ucrania, de esta manera para la siguiente temporada fueron 16 equipos en la Liga Premier Ucraniana.

## Ascensos y descensos
La liga aumentó a un número de 14 clubes, tras el descensos de FK Karpaty Lviv al quedar en último lugar, siendo reemplazado por el FC Mynai campeón de la Primera Liga, FC Rukh Lviv tras quedar en segundo lugar e FC Inhulets Petrove tras quedar en tercera posición. Los tres equipos harán su debut en la liga.
| Pos. | Descendido de la Liga Premier de Ucrania 2019-20 |
| ---- | ------------------------------------------------ |
| 12.º | FK Karpaty Lviv                                  |

| Pos. | Ascendidos de Primera Liga de Ucrania 2019-20 |
| ---- | --------------------------------------------- |
| 1.º  | FC Mynai                                      |
| 2.º  | FC Rukh Lviv                                  |
| 3.º  | FC Inhulets Petrove                           |

## Participantes
| Equipo           | Entrenador         | Marca       | Patrocinador  |
| ---------------- | ------------------ | ----------- | ------------- |
| Desna Chernígov  | Oleksandr Ryabokon | Nike        | Parimatch     |
| SC Dnipro-1      | Dmytro Mykhaylenko | Nike        | —             |
| Dinamo Kiev      | Mircea Lucescu     | New Balance | —             |
| Inhulets Petrove | Serhiy Lavrynenko  | Joma        | etg.ua        |
| Kolos Kovalivka  | Ruslan Kostyshyn   | Nike        | Svitanok      |
| FC Lviv          | Giorgi Tsetsadze   | Jako        | Parimatch     |
| FC Mariupol      | Ostap Markevych    | Nike        | Favorit Sport |
| FC Mynai         | Vasyl Kobin        | Adidas      | —             |
| FC Oleksandriya  | Volodymyr Sharan   | Nike        | AhroVista     |
| Olimpik Donetsk  | Ihor Klymovskyi    | Joma        | Parimatch     |
| Rukh Lviv        | Iván Fedyk         | Puma        | Grand Hotel   |
| Shakhtar Donetsk | Luís Castro        | Nike        | Parimatch     |
| Vorskla Poltava  | Yuriy Maksymov     | Nike        | Ferrexpo      |
| Zorya Lugansk    | Viktor Skrypnyk    | Nike        | Favorit Sport |

### Estadios
Tres de los equipos clasificados hasta la fecha juegan sus partidos fuera de sus ciudades. El umbral mínimo para la capacidad del estadio en la UPL es 5000 (Artículo 10, párrafo 7.2). Los siguientes estadios se consideran locales:
| Rank | Estadio                   | Lugar            | Club             | Capacidad | Notas                                                                                     |
| ---- | ------------------------- | ---------------- | ---------------- | --------- | ----------------------------------------------------------------------------------------- |
| 1    | NSC Olimpiyskiy           | Kiev             | Dinamo Kiev      | 70 050    |                                                                                           |
| 1    | NSC Olimpiyskiy           | Kiev             | Shakhtar Donetsk | 70 050    | Utilizado como terreno de casa durante la temporada.                                      |
| 2    | Arena Lviv                | Estadio Metalist | Rukh Lviv        | 34 915    | [ 3 ]                                                                                     |
| 3    | Dnipro-Arena              | Dnipró           | SC Dnipro-1      | 31 003    | [ n. 1 ]                                                                                  |
| 4    | Estadio Ukraina           | Estadio Metalist | FC Lviv          | 28 051    |                                                                                           |
| 5    | Estadio Vorskla           | Poltava          | Vorskla Poltava  | 24 795    |                                                                                           |
| 6    | Estadio Lobanovsky Dynamo | Kiev             | Olimpik Donetsk  | 16 873    | Utilizado como terreno de casa durante la temporada.                                      |
| 7    | Estadio Zirka             | Kropevnitski     | Inhulets Petrove | 14 628    | Utilizado como terreno de casa durante la temporada.                                      |
| 8    | Estadio Volodymyr Boiko   | Mariúpol         | FC Mariupol      | 12 680    | Debido a la restauración del césped, toda la primera mitad Mariupol jugará fuera de casa. |
| 9    | Estadio Chernígov         | Chernígov        | Desna Chernígov  | 12 060    |                                                                                           |
| 10   | Estadio Avanhard          | Úzhgorod         | FC Mynai         | 12 000    | Utilizado como terreno de casa durante la temporada.                                      |
| 11   | Slavutych-Arena           | Zaporiyia        | Zoryá Lugansk    | 12 000    | Utilizado como terreno de casa durante la temporada.                                      |
| 12   | CSC Nika Stadium          | Oleksandría      | FC Oleksandria   | 7000      |                                                                                           |
| 13   | Estadio Kolos             | Kovalivka        | Kolos Kovalivka  | 5000      | En construcción.                                                                          |

## Tabla de posiciones

### Clasificación
| Pos. | Equipo              | Pts. | PJ | G  | E  | P  | GF | GC | Dif. | Clasificación 2021–22                                |
| ---- | ------------------- | ---- | -- | -- | -- | -- | -- | -- | ---- | ---------------------------------------------------- |
| 1    | Dinamo Kiev (C)     | 65   | 26 | 20 | 5  | 1  | 59 | 15 | +44  | Fase de grupos de la Liga de Campeones               |
| 2    | Shakhtar Donetsk    | 54   | 26 | 16 | 6  | 4  | 54 | 19 | +35  | Tercera ronda clasificatoria de la Liga de Campeones |
| 3    | Zoryá Lugansk       | 50   | 26 | 15 | 5  | 6  | 44 | 22 | +22  | Ronda de play-off de la Liga Europa                  |
| 4    | Kolos Kovalivka     | 41   | 26 | 10 | 11 | 5  | 36 | 26 | +10  | Tercera ronda de la Liga Europa Conferencia          |
| 5    | Vorskla Poltava     | 41   | 26 | 11 | 8  | 7  | 37 | 30 | +7   | Segunda ronda de la Liga Europa Conferencia          |
| 6    | Desna Chernihiv     | 38   | 26 | 10 | 8  | 8  | 38 | 32 | +6   |                                                      |
| 7    | Dnipro-1            | 30   | 26 | 8  | 6  | 12 | 36 | 38 | −2   |                                                      |
| 8    | Lviv                | 29   | 26 | 8  | 5  | 13 | 25 | 51 | −26  |                                                      |
| 9    | Oleksandriya        | 29   | 26 | 8  | 5  | 13 | 33 | 37 | −4   |                                                      |
| 10   | Rukh Lviv           | 28   | 26 | 6  | 10 | 10 | 27 | 39 | −12  |                                                      |
| 11   | Mariupol            | 26   | 26 | 6  | 8  | 12 | 27 | 41 | −14  |                                                      |
| 12   | Inhulets Petrove    | 26   | 26 | 5  | 11 | 10 | 24 | 39 | −15  |                                                      |
| 13   | Olimpik Donetsk (D) | 22   | 26 | 6  | 4  | 16 | 28 | 48 | −20  | Descenso a la Primera Liga de Ucrania                |
| 14   | Mynai               | 18   | 26 | 4  | 6  | 16 | 16 | 47 | −31  |                                                      |

 Fuente: Ukrainian Premier League
Criterios de clasificación: 1) Puntos; 2) Puntos entre sí; 3) Diferencia de goles entre sí; 4) Goles marcados en los duelos entre sí; 5) Diferencia de goles 6) Partidos ganados; 7) Goles.
Notas:
1. 1 2  Puntos partidos directos: Lviv 3, Oleksandriya 3. Diferencia de gol en partidos directos: Lviv +1, Oleksandriya −1.
2. 1 2  Puntos partidos directos: Mariupol 4, Inhulets Petrove 1.

### Resultados
| Local \ Visitante | DES | DNI | DYN | MYN | KOL | LVI | MAR | OLK | OLD | SHA | VOR | ZOR | RUK | PET |
| ----------------- | --- | --- | --- | --- | --- | --- | --- | --- | --- | --- | --- | --- | --- | --- |
| Desna Chernihiv   | —   | 0–2 | 1–1 | 1–0 | 2–2 | 0–1 | 2–0 | 4–1 | 2–0 | 2–2 | 1–0 | 3–1 | 3–1 | 3–0 |
| Dnipro-1          | 2–0 | —   | 1–2 | 3–0 | 0–2 | 5–1 | 1–2 | 0–0 | 1–3 | 0–1 | 2–2 | 0–1 | 1–1 | 2–0 |
| Dinamo Kiev       | 0–0 | 2–0 | —   | 4–0 | 2–2 | 3–1 | 0–0 | 1–0 | 3–1 | 0–3 | 2–0 | 1–1 | 3–0 | 5–0 |
| Mynai             | 3–1 | 3–2 | 0–4 | —   | 0–0 | 1–2 | 0–1 | 1–0 | 2–1 | 0–4 | 1–2 | 0–3 | 0–0 | 0–1 |
| Kolos Kovalivka   | 1–1 | 1–1 | 0–3 | 2–2 | —   | 4–0 | 1–0 | 1–1 | 1–2 | 0–0 | 3–0 | 1–0 | 1–2 | 0–0 |
| Lviv              | 1–0 | 1–3 | 1–4 | 1–0 | 0–2 | —   | 1–3 | 3–1 | 1–1 | 3–2 | 1–0 | 0–5 | 1–1 | 1–1 |
| Mariupol          | 4–1 | 2–2 | 1–2 | 0–0 | 1–4 | 1–2 | —   | 0–1 | 1–1 | 0–3 | 0–1 | 0–1 | 0–3 | 4–3 |
| Oleksandriya      | 2–2 | 4–1 | 1–2 | 3–0 | 0–2 | 1–0 | 4–1 | —   | 2–0 | 2–0 | 0–2 | 0–2 | 0–0 | 4–3 |
| Olimpik Donetsk   | 0–2 | 0–2 | 1–4 | 3–0 | 1–2 | 1–1 | 3–3 | 3–2 | —   | 0–1 | 0–1 | 2–1 | 3–1 | 0–3 |
| Shakhtar Donetsk  | 4–0 | 2–1 | 0–1 | 5–1 | 3–1 | 5–1 | 4–1 | 1–1 | 2–0 | —   | 1–1 | 0–1 | 2–0 | 1–0 |
| Vorskla Poltava   | 1–1 | 0–1 | 1–5 | 1–1 | 3–0 | 2–1 | 0–0 | 3–1 | 3–0 | 0–2 | —   | 4–2 | 5–2 | 2–0 |
| Zoryá Lugansk     | 2–1 | 3–1 | 0–2 | 1–0 | 1–1 | 4–0 | 0–1 | 2–1 | 2–1 | 2–2 | 0–0 | —   | 4–0 | 2–0 |
| Rukh Lviv         | 0–4 | 4–1 | 0–2 | 2–0 | 1–2 | 0–0 | 0–0 | 2–1 | 3–0 | 1–1 | 1–1 | 0–2 | —   | 2–2 |
| Inhulets Petrove  | 1–1 | 1–1 | 0–2 | 1–1 | 0–0 | 1–0 | 1–1 | 1–0 | 2–1 | 0–3 | 2–2 | 1–1 | 0–0 | —   |